# Sarah Stock
Sarah Stock (nascida em 4 de março de 1979) é uma wrestler profissional canadense. Ela atualmente trabalha para a Total Nonstop Action Wrestling (TNA), com o apelido de Sarita.

## No wrestling
- Movimentos
  - Double chickenwing armlock with neckscissors
  - La Reienera
  - Side belly suplex
  - Sitoud double underhook powerbomb
  - Camel clutch
  - Diving crossbody
  - Fujiwara armbar
  - Headscissors takedown
  - Inverted Boston crab
  - Inverted Samoan drop
  - La Tapatía
  - Multiple pinning variations
  - Schoolgirl
  - Small package
  - Sunset flip
  - Wheelbarrow victory roll
  - Slingshot into a stunner
  - Somersault suicide dive
  - Snap suplex
  - Springboard somersault arm drag
  - Tilt-a-whirl backbreaker
- Com Taylor Wilde
  - Springboard dropkick (Sarita) bridging German suplex (Wilde) combination
  - Assisted slingshot dropkick
  - Assisted standing moonsault
- Música Tema
  - "Darky (Machine Mix)" por (həd) p.e. (Shimmer)
  - "I'm Everything (Remix)" por Dale Oliver (TNA)

## Títulos e prêmios
- Alianza Universal de Lucha Libre
  - AULL Copa Internacional Femenil (2007)[2]
- Cam-Am Wrestling
  - Can-Am Wrestling Women's Championship (1 vez)[3]
- Consejo Mundial de Lucha Libre
  - CMLL Bodybuilding Championship (3 vezes)[4][5][6][7][8]
- Federación Internacional de Lucha Libre
  - FILL Women's Championship (1 vez)[2][9]
- Lucha Libre Feminil
  - LLF Juvenil Championship (1 vez)[10]
- Pro Wrestling Illustrated
  - PWI colocou-a como a 17º melhor wrestler no Top 50 de Wrestler Femininas da PWI em 2009.[11]
- Total Nonstop Action Wrestling
  - TNA Knockout Tag Team Championship (2 vezes, Primeira) - com Taylor Wilde,  Rosita.[12][13][14]